# Joško Janša

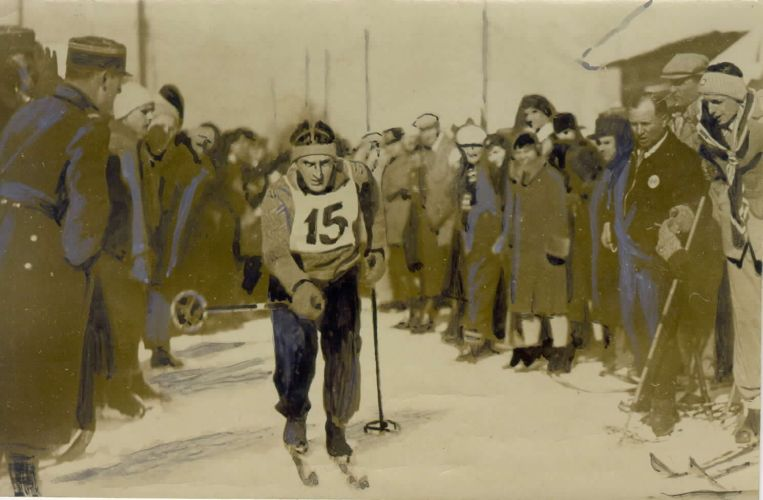
Joško Janša, 1929

Joško Janša (* 16. Dezember 1900 (a.a.S. 1902) in Mojstrana, heute Teil der Gemeinde Kranjska Gora; † 1960) war ein jugoslawischer Skilangläufer.
Janša war ein Bauer aus Dovje, einem Ortsteil von Kranjska Gora. Ursprünglich spielte er Fußball für einen Verein aus Jesenice, wechselte dann jedoch zum Skilanglauf und Skispringen.
Janša war mehrfacher jugoslawischer Meister im Langlauf und mit der Mannschaft. Mit 38 Metern stellte er in Bled einen nationalen Rekord im Skispringen auf. 1928 war er Mitglied der sechsköpfigen jugoslawischen Mannschaft bei den Olympischen Winterspielen in St. Moritz. Über 18 Kilometer belegte er Rang 26, über 50 Kilometer Platz 23. Da Jugoslawien aus finanziellen Gründen nicht bei den Olympischen Winterspielen 1932 antrat, kam es trotz seines sportlichen Potentials zu keiner weiteren Olympiateilnahme von Janša.
Sein Bruder Janko Janša war auch Skilangläufer.